# Тазерка
Тазерка (араб. تازركة) — місто в Тунісі. Входить до складу вілаєту Набуль. Станом на 2004 рік тут проживало 7 613 осіб.